# Analogový signál
Analogový signál je dán spojitou (nebo po částech spojitou) funkcí spojitého času. Tím se liší od signálu diskrétního, který je dán funkcí definovanou pouze v diskrétních (nespojitých) časových okamžicích (a tvoří tak posloupnosti funkčních hodnot).
Analogové signály můžeme rozdělovat podle média, kterým jsou přenášeny. Mluvíme tak například o akustických signálech, elektrických signálech, optických signálech apod.

## Geneze spojitých signálů
Spojité signály jsou generovány spojitými procesy a systémy. Jedná se například o
- EEG – vzniká elektrickou aktivitou mozku
- EKG – vzniká elektrickou aktivitou srdce
- řeč – příklad akustického signálu
- výstup spojitého senzoru, například akcelerometru (senzoru zrychlení)
- apod.

## Zpracování spojitých signálů
Nezávisle na druhu analogového signálu jsou používány tyto standardní algoritmy zpracování:
- Filtrace
- Zesílení
- Útlum
- Modulace a demodulace (obvykle v televizním a rozhlasovém vysílání)
- Konverze na digitální signál (A/D převodník) a zpět (D/A převodník), viz Převodník (obvykle měření signálů)

## Digitalizace spojitých signálů
Z důvodu zpracování signálu výpočetními prostředky provádíme tzv. digitalizaci spojitých signálů. Důvody digitalizace nejsou pouze ekonomické (levnější zpracování a přenos dat), neboť s digitálním signálem můžeme zacházet tak, jak s analogovým není možné.
Příkladem je rozpoznávání řeči – zde jsou složité algoritmy aplikovatelné pouze na digitalizované signály.

## Základní analogové signály
- Jednotkový skok
- Diracova delta funkce

Zejména další prací s jednotkovou přechodovou funkcí lze generovat další signály:
- obdélníkový signál – střídáním součtů kladných a záporných jednotkových skoků, v pravidelných časových intervalech.
- schodovitá funkce – obdobně jako obdélník, jen sčítání skoků není apriori střídavé: Může jít například o pět skoků přičítaných, až pak symetricky postupně zas odečítaných.
- symetrická pilovitá funkce – vznikne zintegrováním obdélníkového signálu.

Generování sinusového signálu elektronicky vyžaduje operační zesilovače.